# Theodor Kilian
Pour les articles homonymes, voir Kilian.
Theodor Kilian (26 septembre 1894, Ivančice – 3 juillet 1978, Třebíč) est un Tchèque, professeur, écrivain, linguiste et directeur de l'Académie de commerce de Třebíč.

## Biographie
Theodor Kilian est né en 1894 à Ivančice, son père était agriculteur. En 1913, il est diplômé d'un institut pédagogique et commence à travailler comme enseignant. En 1914, il s'enrôle dans l'armée et pendant la Première Guerre mondiale, il est emprisonné à partir de 1915 à Tomsk, où il commence à étudier l'espéranto. Après la fin de la guerre, il retourne en Tchécoslovaquie via Samara en 1920.

## Source
- (cs) Cet article est partiellement ou en totalité issu de l’article de Wikipédia en tchèque intitulé « Theodor Kilian » (voir la liste des auteurs).